# Petar Botteri
Petar Botteri (1957. - 26. studenoga 2017.), bio je hrvatski umjetnički fotograf iz Staroga Grada na Hvaru. Sin je starogradskog fotografa, kroničara, dokumentarista i kulturnog djelatnika Antonija Botterija.

## Životopis
Rodio se je 1957. godine. Od djetinjstva se zanimao za fotografiju. Nastavio je očevim putem te je povećao obiteljski fotoarhiv s vremenom je s nekoliko tisuća povećao na oko 40 tisuća povijesnih negativa i fotografija. Usvojio je i nove tehnologije zahvaljujući čemu je snimio više od milijun fotografija. Ističu se njegove starogrojske plime, galebovi, izlasci i zalasci sunca. Ponosio se je zbirkom od oko tri tisuće vrlo starih i vrijednih razglednica. Mediji su volili Botterijev rad: novine, portali, radio i televizija, a bio je aktivan i na društvenim mrežama. Uradci su mu išali u brojnim tiskanim izdanjima. Poratl National Geographica također je objavio njegove radove. Autor je nekoliko izložba, kalendara, cd i dvd-a.

## Nagrade
- Talijanski časopis 'il Parlato' mu je u broju 17/2010. posvetio duplericu pod naslovom 'Magija Hrvatske na fotografijama Petra Botterija'.[1]
- Na Pixotu, najvećem internetskom fotonatječaju na svijetu, osvojio je prvo mjesto za 2012. godinu u kategoriji “Grad, ulica, park”. Na Pixotu je osvojio sto prvih nagrada. Stota je bila za najbolju dnevnu fotografiju trga u Starom Gradu na Hvaru.[5] 2013. godine ponovio je uspjeh u istoj kategoriji, a u kategoriji "Turističke destinacije" osvojio je prvo mjesto.[1]
- Godine 2013. Grad Stari Grad mu je dodijelio Povelju zahvalnosti za postignute vrhunske rezultate na području umjetničke fotografije, te iznimni doprinos u svekolikoj promidžbi i osobne zasluge u prezentaciji grada Staroga Grada.[1]